# فلورنس باتس
فلورنس باتس (بالإنجليزية: Florence Bates)‏ هي محامية ومقدمة برامج إذاعية وممثلة أمريكية، ولدت في 15 أبريل 1888 بسان أنطونيو في الولايات المتحدة، وتوفيت في 31 يناير 1954 في الولايات المتحدة بسبب نوبة قلبية.

## أعمال

### أفلام
- (1940) ريبيكا
- (1940) كيتي فويل
- (1943) الجنة يمكن أن تنتظر
- (1944) منذ أن رحلت
- (1948) لوحة جيني
- (1950) رسالة لثلاث زوجات
- (1950) يوم في المدينة

## وصلات خارجية
- فلورنس باتس على موقع IMDb (الإنجليزية)
- فلورنس باتس على موقع ألو سيني (الفرنسية)
- فلورنس باتس على موقع أول موفي (الإنجليزية)
- فلورنس باتس على موقع قاعدة بيانات الأفلام السويدية (السويدية)
- فلورنس باتس على موقع إن إن دي بي (الإنجليزية)
- فلورنس باتس على موقع قاعدة بيانات الفيلم (الإنجليزية)
- فلورنس باتس على موقع كينوبويسك (الروسية)